# Zdislava
Zdislava település Csehországban, Libereci járásban. Zdislava Křižany, Rynoltice, Kryštofovo Údolí, Bílý Kostel nad Nisou és Janovice v Podještědí településekkel határos. Lakosainak száma 269 fő (2024. január 1.).

## Népesség
A település lakosságának változását az alábbi diagram mutatja:
| Lakosok száma | 1048 | 883  | 754  | 439  | 290  | 245  | 278  | 271  | 270  | 269  |
|               | 1869 | 1890 | 1921 | 1950 | 1980 | 2001 | 2017 | 2019 | 2022 | 2024 |